# Харрис, Мэрилин
Мэрили́н Ха́ррис (англ. Marilyn Harris, 4 июня 1931 — 18 января 2002) — американская писательница, автор девятнадцати романов и одного сборника рассказов. Многие из них были удостоены литературных премий.

## Краткая биография
Харрис родилась в Оклахома-Сити, штат Оклахома, на юге центральной части США. Ее отец занимался нефтяным бизнесом. Высшее гуманитарное образование получила в университете родного города. В 1953 году вышла замуж за Эдгара Спрингера, ставшего впоследствии профессором Центрального университета Оклахомы; у них было двое детей. Умерла в родном штате, в городе Норман.

## Литературная деятельность
Дебютный рассказ Мэрилин Харрис «И снова Икар» (Icarus Again) появился в апреле 1967 году в канадском литературном журнале The Malahat Review. На следующий год он получил престижную   премию О.Генри и был опубликован в сборнике рассказов писательницы «Бывшая жена короля» (King’s Ex).
Первый же роман писательницы «В середине Земли» (In the Midst of Earth, 1969) был вскоре издан в Великобритании, Франции и ФРГ. В дальнейшем романы стали появляться почти каждый год: в 1970-м «Черно-белая страна» (The Peppersalt Land) — история двух девочек-подростков и их столкновения с расовой проблемой на Юге США, в 1971-м — «Дневник беглянки» (The Runaway’s Diary) — приключения юной девушки, сбежавшей из дому и проведшей три месяца в Канаде.
Роман «Хэттер Фокс, или Шляпница Лиса» (Hatter Fox, 1973) — трагическая история семнадцатилетней девушки из народа навахо, стал бестселлером. Отвергнутая бездушным обществом, Хэттер Фокс погибает, едва возродившись к жизни. В 1977 году роман был экранизирован для телевидения компанией Си-би-эс. Впервые в истории главную роль в фильме исполнила представительница коренного населения США — актриса Джоанел Ромеро.
Следующий роман — «Фокусники» (The Conjurers, 1974): группа молодых американцев приезжают в Англию, чтобы возродить там языческий культ друидов. «Печаль госпожи Бледдинг» (Bledding Sorrow, 1976) написан в стиле готического романа ужаса.
Интерес к истории проявился в создании цикла из семи романов об английской семье Иден: «Этот другой Иден» (This Other Eden, 1977), «Принц Иденский» (The Prince of Eden, 1978), «Страсть Иденов» (The Eden Passion, 1979), «Женщины Иденов» (The Women of Eden, 1980), «Восхождение Идена» (Eden Rising, 1982), «Иден-американец» (American Eden, 1987); и «Иден и честь» (Eden and Honor, 1989). Именно эта семейно-историческая сага принесла Харрис наибольшую известность в США.
Перу Мэрилин Харрис принадлежат также романы: «Знамение» (The Portent, 1980), «Последняя большая любовь» (The Last Great Love, 1981), «Предсказатель» (The Diviner, 1983),  «Уоррик» (Warrick, 1985), действие которого происходит в 1980-е, «Ночные игры» (Night Games, 1987) и «Пропавшая и найденная» (Lost and Found, 1991).
Реалистические по жанру и разнообразные по тематике, книги Харрис, в фокусе которых в основном женские судьбы, пользовались большой популярностью и были переведены на многие иностранные языки, в том числе испанский, немецкий, польский, португальский, французский, японский. Однако, как это часто бывает, со временем они стали издаваться все реже и оказались незаслуженно в тени.